# Persone di nome Christopher/Giocatori di football americano
| Questa pagina contiene informazioni ricavate automaticamente dalle voci biografiche con l'ausilio del template Bio e di un bot. L'aggiornamento è periodico e automatico e ricostruisce completamente la pagina. Se manca una persona in questa lista, sei pregato di non aggiungerla, ma accertati piuttosto che la sua voce biografica contenga il template Bio e che i dati anagrafici siano correttamente compilati. Se il template Bio manca, inseriscilo tu stesso o, in alternativa, metti l'avviso {{tmp\|Bio}} che ne segnala la mancanza. Se i dati riportati sono sbagliati, correggi direttamente la voce biografica; le modifiche saranno visibili in questa lista entro pochi giorni. Per chiarimenti vedi il progetto antroponimi. La lista contiene solo le 61 persone che sono citate nell'enciclopedia e per le quali è stato implementato correttamente il template Bio. Pagina aggiornata al 23 mag 2025. |

Questa è una lista di persone presenti nell'enciclopedia che hanno il nome Christopher e sono giocatori di football americano.

## B(3)
- Chris Boniol, ex giocatore di football americano e allenatore di football americano statunitense (Alexandria, n. 1971)
- Chris Boswell, giocatore di football americano statunitense (Fort Worth, n. 1991)
- Chris Burford, ex giocatore di football americano statunitense (Oakland, n. 1938)

## C(12)
- Chris Canty, ex giocatore di football americano statunitense (The Bronx, n. 1982)
- Chris Canty, ex giocatore di football americano statunitense (Long Beach, n. 1976)
- Chris Carson, ex giocatore di football americano statunitense (Biloxi, n. 1994)
- Drew Carter, giocatore di football americano statunitense (Solon, n. 1981)
- Chris Castor, ex giocatore di football americano statunitense (Burlington, n. 1960)
- Chris Chandler, ex giocatore di football americano statunitense (Everett, n. 1965)
- Chris Chester, ex giocatore di football americano statunitense (Tustin, n. 1983)
- Chris Claiborne, ex giocatore di football americano statunitense (San Diego, n. 1978)
- Chris Clemons, ex giocatore di football americano statunitense (Griffin, n. 1981)
- Chris Conte, giocatore di football americano statunitense (Los Angeles, n. 1989)
- Chris Cook, ex giocatore di football americano statunitense (Lynchburg, n. 1987)
- Chris Cooper, ex giocatore di football americano statunitense (Lincoln, n. 1977)

## D(2)
- Chris Dalman, giocatore di football americano e allenatore di football americano statunitense (Salinas, n. 1970)
- Chris Doleman, giocatore di football americano statunitense (Indianapolis, n. 1961 - Duluth, † 2020)

## E(1)
- Christopher Ezeala, giocatore di football americano tedesco (Monaco di Baviera, n. 1995)

## F(1)
- Chris Forcier, giocatore di football americano statunitense (San Diego, n. 1988)

## G(2)
- Chris Gray, ex giocatore di football americano statunitense (Birmingham, n. 1970)
- Chris Gronkowski, ex giocatore di football americano statunitense (Buffalo, n. 1986)

## H(10)
- Chris Harper, giocatore di football americano statunitense (Wichita, n. 1989)
- Chris Harper, giocatore di football americano statunitense (Encino, n. 1993)
- Chris Harris Jr., ex giocatore di football americano statunitense (Tulsa, n. 1989)
- C.J. Henderson, giocatore di football americano statunitense (Miami, n. 1998)
- Chris Herndon, giocatore di football americano statunitense (Norcross, n. 1996)
- Chris Hinton, ex giocatore di football americano statunitense (Chicago, n. 1961)
- Chris Hogan, ex giocatore di football americano statunitense (Wyckoff, n. 1988)
- DeVonte Holloman, giocatore di football americano statunitense (Charlotte, n. 1991)
- Chris Hovan, ex giocatore di football americano statunitense (Rocky River, n. 1978)
- Christopher Howard jr, giocatore di football americano statunitense (Gainesville, n. 1997)

## I(1)
- Chris Ivory, giocatore di football americano statunitense (Longview, n. 1988)

## J(5)
- Chris Jacke, ex giocatore di football americano statunitense (Richmond, n. 1966)
- Chris Jackson, giocatore di football americano statunitense (Minneapolis, n. 1998)
- Chris Johnson, ex giocatore di football americano statunitense (Orlando, n. 1985)
- Chris Jones, giocatore di football americano statunitense (Columbus, n. 1990)
- Chris Jones, giocatore di football americano statunitense (Houston, n. 1994)

## L(2)
- Chris Lammons, giocatore di football americano statunitense (n. 1996)
- Chris Long, ex giocatore di football americano statunitense (Santa Monica, n. 1985)

## M(5)
- Chris McAlister, ex giocatore di football americano statunitense (Pasadena, n. 1978)
- Chris Miller, giocatore di football americano statunitense (Pomona, n. 1965)
- Christopher Milton, giocatore di football americano statunitense (Folkston, n. 1992)
- Chris Mims, giocatore di football americano statunitense (Los Angeles, n. 1970 - Los Angeles, † 2008)
- Chris Moore, giocatore di football americano statunitense (Tampa, n. 1993)

## N(1)
- Chris Naeole, ex giocatore di football americano statunitense (Kailua, n. 1974)

## P(1)
- Chris Paul, giocatore di football americano statunitense (Houston, n. 1998)

## R(1)
- Chris Rodriguez Jr., giocatore di football americano statunitense (McDonough, n. 2000)

## S(5)
- Chris Simms, ex giocatore di football americano statunitense (Franklin Lakes, n. 1980)
- Christopher Smith II, giocatore di football americano statunitense (Atlanta, n. 2000)
- Chris Snee, ex giocatore di football americano statunitense (Edison, n. 1982)
- Chris Spencer, ex giocatore di football americano statunitense (Madison, n. 1982)
- Chris Stoll, giocatore di football americano statunitense (Westerville, n. 1998)

## T(1)
- Chris Thorner, ex giocatore di football americano statunitense (Hartford, n. 1983)

## V(1)
- Deuce Vaughn, giocatore di football americano statunitense (Fayetteville, n. 2001)

## W(7)
- Chris Ward, ex giocatore di football americano statunitense (Dayton, n. 1956)
- Parker Washington, giocatore di football americano statunitense (Starkville, n. 2002)
- Chris Weinke, ex giocatore di football americano statunitense (Saint Paul, n. 1972)
- Chris White, ex giocatore di football americano statunitense (Mobile, n. 1989)
- Chris Williams, ex giocatore di football americano statunitense (Glynn, n. 1985)
- Jason Witten, ex giocatore di football americano statunitense (Knoxville, n. 1982)
- Chris Wormley, giocatore di football americano statunitense (Toledo, n. 1993)